# Пер Йос
Пер Йос (швед. Pär Djoos; нар. 11 травня 1968, Мура) — шведський хокеїст, що грав на позиції захисника. Грав за збірну команду Швеції.

## Ігрова кар'єра
Професійну хокейну кар'єру розпочав 1984 року.
1986 року був обраний на драфті НХЛ під 127-м загальним номером командою «Детройт Ред-Вінгс». 
Протягом професійної клубної ігрової кар'єри, що тривала 20 років, захищав кольори команд «Брюнес», «Вестра Фрелунда», «Детройт Ред-Вінгс», «Нью-Йорк Рейнджерс», «Адірондак Ред-Вінгс», «Бінгемтон Рейнджерс» та «Лугано».
Виступав за збірну Швеції в складі якої став срібним призером 1990 та бронзовим призером 1999.
Родина:
Син: Крістіан Йос, брат: Олле Йос, теж хокеїсти.

## Нагороди та досягнення
- Чемпіон Швеції в складі «Брюнес» — 1999.

## Статистика НХЛ
|                  | Сезони | І  | Г | П  | О  | ШХ |
| ---------------- | ------ | -- | - | -- | -- | -- |
| Регулярний сезон | 3      | 82 | 2 | 31 | 33 | 58 |